# 長翼蝠冠狀病毒1型
長翼蝠冠狀病毒1型（Miniopterus bat coronavirus 1、bat-CoVs 1A/1B）是甲型冠狀病毒屬的一種病毒，最早於2006年在香港一個洞穴內的長翼蝠屬蝙蝠的體內被發現，其中1A型出現在幾內亞長翼蝠體內，1B型則出現在南長翼蝠體內。此病毒與長翼蝠冠狀病毒HKU8的關係較為接近。

## 基因組
長翼蝠冠狀病毒1型的基因組約長28400nt，編碼冠狀病毒皆有的複製酶（1a/1b）和刺突蛋白（S）、膜蛋白（M）、外膜蛋白（E）與衣殼蛋白（N）等四種結構蛋白，另外在刺突蛋白與外膜蛋白的基因間有一開放閱讀框ORF3編碼一輔助蛋白。其基因順序為1ab-S-ORF3-E-M-N。此病毒雖與同在長翼蝠中發現的長翼蝠冠狀病毒HKU8關係接近，但不具有後者在衣殼蛋白序列下游的另一開放閱讀框ORF7。